# Travisia antarctica
Travisia antarctica är en ringmaskart som beskrevs av Hartman 1967. Travisia antarctica ingår i släktet Travisia och familjen Opheliidae. Inga underarter finns listade i Catalogue of Life.